# شفافارزورن
شفافارزورن (بالإنجليزية: Schwarzhorn (Mattertal))‏ هو أحد جبال سلسلة جبال الألب بينيني ويقع في كانتون فاليز في سويسرا. يحتل المرتبة رقم 135 في قائمة جبال سويسرا من حيث الارتفاع، إذ يبلغ ارتفاعه حوالي 3201 متر، بينما يبلغ ارتفاع نتوء الجبل 308 متر.